# サイモンサイド・ドワーフ

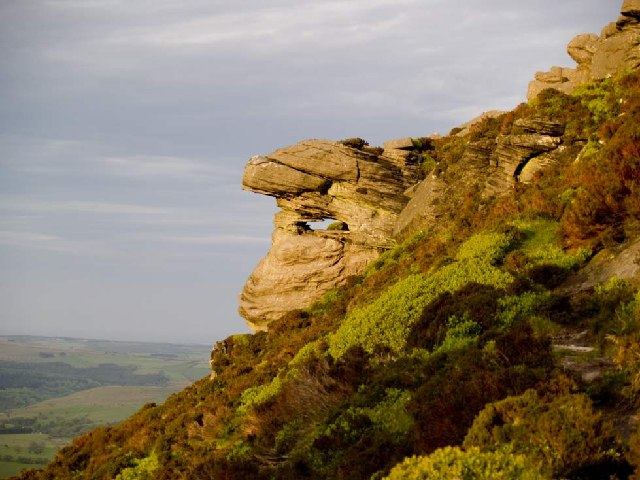
サイモンサイド丘陵

サイモンサイド・ドワーフ (Simonside Dwarfs) は、イングランド最北部、ノーサンバーランド州サイモンサイド丘陵に伝わる醜い小人である。ブラウンマン (Brownmens) 、ボーグル (Bogles) 、あるいはドゥエルガル (Duergar) の名でも知られる。彼らの長の名はロアリー (Roarie) であると伝わっている。
“Duergar”という単語は古ノルド語で小人、もしくは小人たちを意味するドヴェルグ (Dvergar) から由来している。あるいは“Dorch”、“Dwerch”、“Duerch”、“Duergh”および“Duerwe”といったイングランドとスコットランドの境界線地域における小人を表す方言に、古ノルド語での複数形“-ar”をつけたものだとされる。これら標準英語における“Dwarf”を意味する方言は、古英語の“Dwerg”、中英語の“Dweorh”や“Dweorg”が由来である。  
フレデリック・グライスが著した民間伝承書『Folk Tales of the North Country』(1944)によれば、そのうち1人は羊毛のコート、モグラの革で誂えたズボンと靴、羽根飾りの付いた苔で作った帽子をかぶった小人だと紹介されている。
サイモンサイド・ドワーフの伝承は1889年に地元紙『モーペス・ガゼット』と、1930年にティンダルによる『Legends and Folklore of Northumbria』にて言及された。それによると、彼らは日没後にウィルオウィスプのような光を発する明かりで旅人を沢に誘い、迷わせることを楽しみ、明け方になると消えると伝えている。
1902年にはチャールズ・J・チビッツが『English fairy tales, folklore and legends』を著し、“The Duergar”の章でサイモンサイド丘陵の伝承として、荒野を歩き回った旅人が、2つの石と古い門柱のある小屋の灯りを見つけ、膝ほどの高さの小人と過ごした奇妙な一夜の物語を紹介している。